# رساله‌های اخلاقی به لوسیلیوس
رساله‌های اخلاقی لوسیلیوس (به زبان لاتین: Epistulae Morales ad Lucilium) مجموعه‌ای از ۱۲۴ رساله یا نامه است که سنکای جوان در سال‌های پایانی زندگیش، در دورهٔ بازنشستگی و پس از پایان خدمت به نرون، در طول ده سال، نگاشت.